# Sarah Brady
Sarah Jane Brady (cognom de soltera: Kemp; 6 de febrer de 1942 - 3 d'abril de 2015) va ser una destacada defensora del control d'armes als Estats Units. El seu marit, en James Brady, va ser secretari de premsa del president dels Estats Units, Ronald Reagan, i va quedar inhabilitat permanent a causa d'un intent d'assassinat a Reagan.

## Vida
Va néixer amb el nom Sarah Jane Kemp a Kirksville, Missouri, filla de L. Stanley Kemp, professora de secundària i després agent del FBI, i de Frances (cognom de soltera: Stufflebean) Kemp, antiga professora i mestressa de casa. Tenia un germà petit, anomenat Bill. Va ser criada a Alexandria (Virgínia), on es va graduar a la Francis C. Hammond High School l'any 1959.
Es va graduar al College of William and Mary l'any 1964, mentre que del 1964 al 1968 va ser professora de l'escola pública a Virgínia. Es va casar amb James Brady a Alexandria el 21 de juliol de 1973. El 29 de desembre de 1978 va néixer el seu únic fill, James "Scott" Brady Jr.
Del 1968 al 1970 va treballar com a assistent del director de campanya del National Republican Congressional Committee ("Comitè Nacional Republicà del Congrés"). Després va treballar com a auxiliar administrativa, primer per a Mike McKevitt (R-CO) i després per a Joseph J. Maraziti (R-NJ). Del 1974 al 1978, va treballar com a directora de l'administració i coordinadora dels serveis de camp del Republican National Committee ("Comitè Nacional Republicà").
El seu marit va patir una ferida al cap, quedant permanentment incapacitat, durant l'intent d'assassinat de Ronald Reagan, que va tenir lloc el 30 de març de 1981. James Brady va seguir sent secretari de premsa per a la resta de l'administració de Reagan, principalment en un paper titular.
Al costat del seu marit, Sarah Brady es va convertir en "una de les principals croades del país per al control de les armes". Posteriorment va participar en l'organització de pressió de Handgun Control, Inc., que finalment seria rebatejada com a Brady Campaign to Prevent Gun Violence ("Campanya de la Brady per prevenir la violència de les armes"). Va ser presidenta de la seva campanya des del 2000 fins a la seva mort al 2015.
El 1994, ella i el seu marit van rebre el premi S. Roger Horchow del servei públic més gran per un ciutadà privat, un premi que concedeix anualment als premis Jefferson.

## Defunció
Sarah Brady va morir als 73 anys el 3 d'abril de 2015 a Alexandria, Virgínia, degut a pneumònia. El seu marit James havia mort a la mateixa edat l'any anterior, el 4 d'agost del 2014.

## Llibre
El 2002, Sarah Brady va publicar la seva autobiografia: A Good Fight. Segons Library Journal, es tracta més que les seves batalles personals i la seva determinació i coratge que no pas sobre el control de les armes.
A l'abril de 2002, Court TV va anunciar una adaptació prevista per a una pel·lícula per la producció del llibre conjuntament amb Hearst Entertainment. En el llançament del llibre, Bill Clinton la va elogiar per haver "donat el regal de la vida a milers i milers de nord-americans".
El llibre dona una mirada "íntima" a la seva vida pública i personal, incloent un "detall detallat i suspens" dels esforços per aprovar el projecte de factura de Brady, segons Publishers Weekly, que suggeria que "els fanàtics de la Història Personal de Katharine Graham poden gaudir d'aquesta història d'una dona decidida en un Washington amb domini masculí ".
Kirkus Reviews va titllar-lo de "espiritista", que retratava a Brady com a "reguladora" que mai renuncia, malgrat les ferides del marit, els problemes mèdics del seu fill i la seva pròpia batalla amb el tabaquisme i el càncer de pulmó.